# Munck af Rosenschöld
Munck af Rosenschöld är en svensk adlig ätt, som tidigare hette '"Munck'".

## Historik
Ätten uppges av Anrep stamma från Danmark där den skulle ha gjort sig ett namn som sjöfarare till Grönland. Den förste medlemmen av släkten i Sverige var en sjöfarare som flyttade till Malmö i mitten av 1600-talet, och blev far till klockaren Johan Munck i Riseberga socken. Äldste kände stamfader är skepparen i Malmö, Tönnes Marcusson (död mellan 1678 och 1685). Hans sonsons son var biskopen i Lunds stift Petrus Munck (1732–1803).
Dennes elva barn adlades för faderns förtjänster den 16 november 1799 på Stockholms slott av Gustav IV Adolf med namnet Munck af Rosenschöld. 
Barnen var följande Christina Eleonora Munck (1773–1803), sedermera professorn i teoretisk medicin vid Lunds universtitet Eberhard. Zacharias Munck (1775–1840), sedermera hovjunkaren och kyrkoherde i Ljungby och Gualöf och omtalad för sina kunskaper i de österländska språken. Pehr Munck (1777–1815), protokollsekreteraren vid Inrikes civilexpeditionen. Margaretha Ulrica Munck (1778–1859). Matthias Munck (1780–1814) sedermera löjtnanten vid Konungens eget värvade regemente. Johan Munck (1781–1843) sedermera lagmannen. Gabriel Munck (1783–1867) sedermera konsuln i Flensburg. Maria Fredrica Munck (1784–1828). David Munck (1786–1840) sedermera prosten och professorn. Brita Catharina Munck (1788–1864) Nils Elof Munck (1789–1823) sedermera sekreteraren. Sönerna introducerades samma år den 21 december under nummer 2160.
Zacharias Munck hade till hustru prostdottern Catharina Sophia Winding från Sankt Peters klosters församling nära Lund. De blev föräldrar till professorn och biskopen Petrus Munck som i sitt andra äktenskap var gift med Ulrika Eleonora Rosenblad, vars mor var en von Hermansson, varmed han blev släkt med flera ärkebiskopar tillhörande Bureätten. Döttrarna gifte sig i släkten Fahnehielm, med Carl Fredrik Liljevalch av ätten Liljevalch, släkten Fredenstam, och dottern Brita Catharina med Anders Lidbeck.
Eberhard Zacharias slöt själv sin ättegren den 17 maj 1840 liksom Pehr den 6 augusti 1815. Matthias den 28 juni 1814 och Nils Elof den 26 december 1823. Johans ättegren utgick i Sverige på svärdssidan den 1 januari, år 1860. 
Davids ättegren utgick i Sverige på svärdssidan den 5 augusti 1908, men kan möjligen fortleva i USA. Det är okänt om en gren som 1869 levde i Asunción i Paraguay fortfarande fortlever. 
Det är sålunda Gabriels ättegren som fortlever i Sverige idag och är organiserad i Munck af Rosenschöldska släktföreningen.

## Vapenbeskrivning
Skölden är fastställd som kluven i blått och rött samt till två tredjedelar av sin höjd belagd med en låg tryckt gyllene sparre. Den gyllene biskopsmössan och sparren är en tydlig referens till biskopsämbetet men även stolpvis ställda gyllene ankaret under sparren tydlig koppling till religionen som attribut för spes, hoppet i kristendomens triad, tro, hopp och kärlek. På vardera sidan om sparren finns en fembladig ros av silver. Den är i likhet med den röda och blå färgen samt eskulapstaven och buffelhornen (vesselhorn) på hjälmprydnader. Är hämtad ur barnens mors vapen som tillhörde ätten Rosenblad. Hornen i hennes vapen är dock utformad på ett annat sätt. Lövverket (hjälmtäcket) är utvändigt av guld och invändigt i dexter sidan rött och sinister sidan blått. 

## Blasonering
| ”                                                                        | En klufwen Sköld, til Twå tredje delar af sin höjd, belagd men en låg Gyllene Sparre; öfwer hwars spets wisar sig en Gyllene Biskops mössa, men under Sparren, i Skärningen af båda Fälten, ett Stolpe-wis stäldt Gyllene Ankare. I de båda nämnda Fälten, i hwilka Skölden är på längden klufwen, och af hwilka det högra är blått, samt det wänstra rödt, finnes på hwardera sidan om Sparren en Fembladig Ros af Silfwer. Den Öpna Torner Hjelmen är betäckt med en af Gull, blått och rödt wriden Hjelm-krans, hwarifrån upstiga Twänne Buffel horn, det högra blådt och det wänstra rödt, hwartdera märkt med en fembladig Ros af Silfwer, och emellan hornen en Gyllene Æsculapii Staf. Hjelmtäcket eller det så kallade Löfwerket, är utwändigt af Gull och inwändigt til höger rödt samt till wänster blått; aldeles som det här med desz rätta och egenteliga färgor afmålat finnes. | „ |
| – Sköldebrevet i original, RHA. Transkription: Göran Mörner, 2016-05-06. | |   |

## Några kända Munck af Rosenschöldar
- Eberhard Zacharias Munck af Rosenschöld (1775–1836), läkare, riksdagsman
- David Munck af Rosenschöld (1786–1840), präst
- Brita Catharina Lidbeck (adlad Munck af Rosenschöld, 1788–1864), sångerska
- Peter Munck af Rosenschöld (1803-1860), fysiker och musiker
- Eberhard Munck af Rosenschöld (1811–1868), naturforskare, verksam i Paraguay
- Thomas Munck af Rosenschöld (1813–1893), ämbetsman och riksdagsman
- Nils Rudolf Munck av Rosenschöld (1815–1894), publicist
- Hedvig Tegnér (född Munck af Rosenschöld, 1866–1961), konstnär
- August Munck af Rosenschöld (1868–1955), borgmästare
- Nils Munck af Rosenschöld (1869–1935), häradshövding
- Mortimer Munck af Rosenschöld (1873–1942), ämbetsman och landshövding
- Thomas Munck af Rosenschöld (1899–1991), borgmästare
- Lars Munck af Rosenschöld (1907–1985), häradshövding
- Claes Munck af Rosenschöld (1917–2005), advokat och idrottsledare
- Sten Munck af Rosenschöld (född 1942), militär
- Henrik Munck af Rosenschöld (född 1974), kommunalråd i Göteborg
- Johanna Munck af Rosenschöld, arkitekt